# Dries Devenyns
Dries Devenyns (Leuven, 22 juli 1983) is een Belgisch voormalig wielrenner die in 2023 zijn carrière afsloot bij Soudal Quick-Step. Na zijn wielerpensioen startte hij als ploegleider bij diezelfde ploeg.

## Carrière

### Jeugd
In de jeugd combineerde Devenyns het wegwielrennen met het veldrijden, zo werd hij in 1999 achter Geert Wellens en Kevin Braeckevelt derde op het Belgisch kampioenschap veldrijden voor nieuwelingen. In 2005 won hij veldritten in Uitbergen, Maldegem en Waregem. Datzelfde jaar werd hij verrassend nationaal kampioen bij de beloften door in de laatste kilometer een aanval van Lars Croket te counteren en tot op de streep stand te houden. Grote favorieten als Gianni Meersman, Kenny Dehaes, Evert Verbist, Nic Ingels, Greg Van Avermaet en Dominique Cornu waren er in de finale niet meer bij.

### 2006-2007: Eerste contract
In 2006 won Devenyns het nationale kampioenschap tijdrijden voor eliterenners zonder contract en liep hij vanaf augustus stage bij Davitamon-Lotto. Een jaar later tekende hij zijn eerste profcontract bij die ploeg, die toen Predictor-Lotto heette. In zijn eerste koers, de Ster van Bessèges, ging hij in de laatste etappe in de aanval. Nadat hij op ongeveer tien kilometer van de eindstreep werd gegrepen door het peloton raakte hij in de slotkilometers betrokken bij een grote valpartij waarbij hij een breuk in de linkerarm opliep. Enkele weken later, daags voor de Omloop Het Volk, werd de renner aangereden tijdens een training waarbij hij vochtophoping in de hersenen opliep. Hij lag een tijdje in coma, en moest voor zeven weken de fiets aan de kant laten. Na zijn revalidatie en eerste wedstrijden kwam hij in de Ronde van Oostenrijk dicht bij zijn eerste profoverwinning: in de vijfde etappe met aankomst in Wolfsberg eindigde hij in een achtervolgende groep als vijfde, slechts negen seconden achter winnaar Gianni Meersman en Gabriele Bosisio. Later dat jaar maakte Devenyns in de Clásica San Sebastián, waar hij op plek 33 eindigde, zijn debuut in de ProTour. In zijn tweede seizoen voor de Lotto-ploeg was hij nog dichter bij zijn eerste profoverwinning. In de vijfde etappe van de Ronde van Turkije eindigde hij als vierde, in dezelfde tijd als winnaar Matteo Priamo.

### 2009-2013: Quick Step

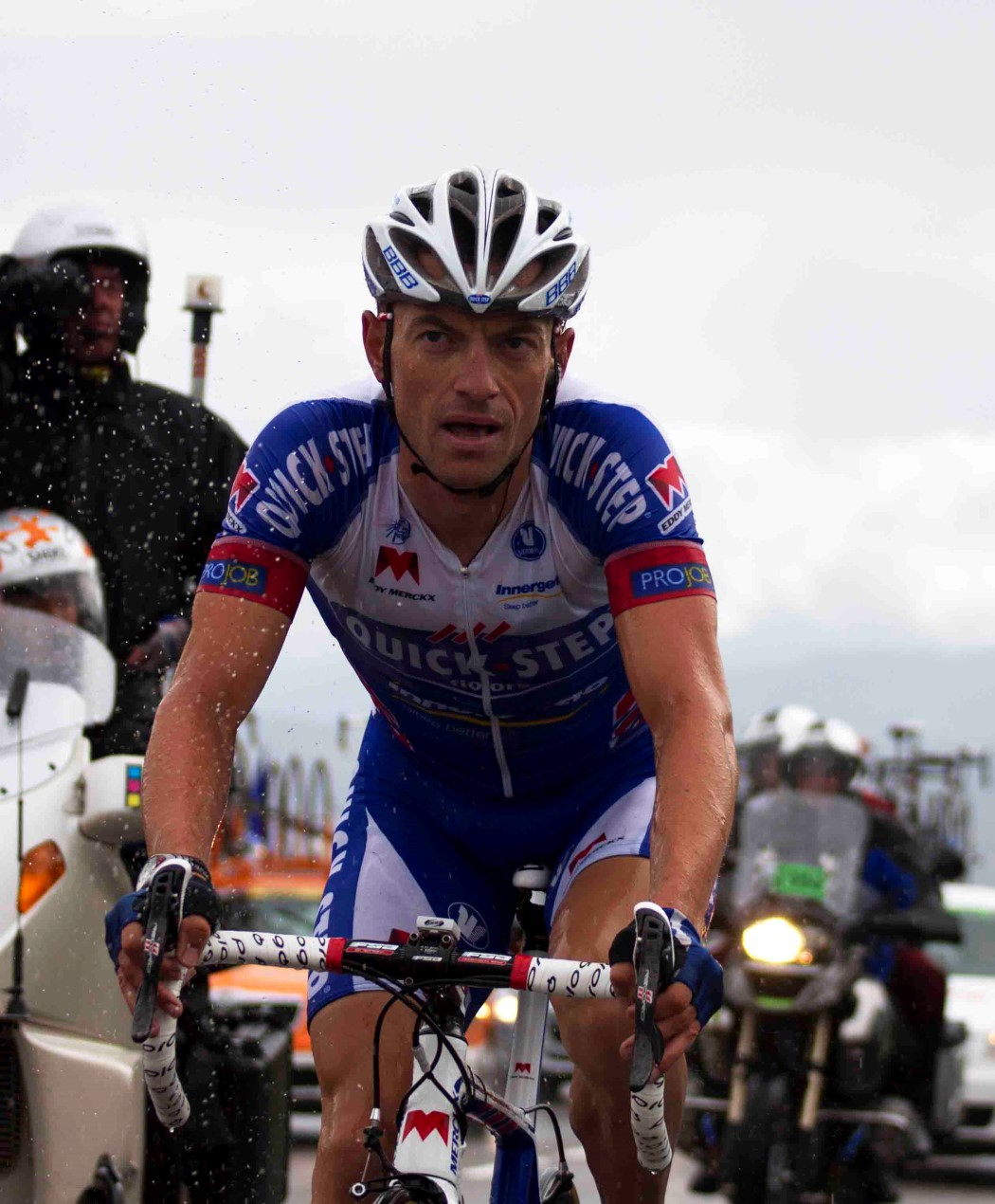
Devenyns tijdens de zestiende etappe in de Ronde van Frankrijk van 2011

In 2009 maakte Devenyns de overstap naar Quick Step. Zijn debuut voor deze ploeg maakte hij in de Tour Down Under, waar hij als vijftigste eindigde in het klassement. Dat jaar reed hij ook zijn eerste Grote Ronde: de Ronde van Italië. Hier maakte hij indruk door in de laatste etappe, een tijdrit van 15,3 kilometer in Rome, zevende te worden, op slechts twintig seconden van winnaar Ignatas Konovalovas. In juli van dat jaar behaalde Devenyns in de vijfde etappe van de Ronde van Oostenrijk zijn eerste profoverwinning door solo over de eindstreep te komen. In zijn laatste koers van het jaar, de Ronde van Lombardije, werd hij knap achttiende. Later kreeg hij echter de zeventiende plek toegewezen nadat Leonardo Bertagnolli, die oorspronkelijk elfde werd, uit de uitslag werd geschrapt vanwege een schorsing.
Zijn tweede seizoen bij de formatie van Patrick Lefevere begon in de Challenge Mallorca. Ook startte hij dat jaar in onder meer Milaan-San Remo en Luik-Bastenaken-Luik. In juli maakte hij voor het eerst zijn opwachting in de Ronde van Frankrijk. In de tiende etappe, van Chambéry naar Gap, werd hij derde, op anderhalve minuut van Sérgio Paulinho en Vasil Kiryjenka. De Ronde van Lombardije was wederom Devenyns' laatste wedstrijd van het seizoen, ditmaal verbeterde hij zijn eerste prestatie door veertiende (later dertiende door de schorsing van Carlos Barredo) te worden.
Ook 2011 begon voor Devenyns op Mallorca, vervolgens vertrok hij met zijn ploeg naar Oman voor de Ronde van Oman. Hier werd hij derde in de vierde etappe en zevende in het eindklassement. Later dat jaar maakte hij zijn opwachting in "Vlaanderens Mooiste", waar hij eindigde op plek 52. Daarnaast nam hij weer deel aan de Ronde van Frankrijk en werd hij vierde in de Clásica San Sebastián. In 2012 wist Devenyns tweemaal vijfde te worden in een etappe in de Ronde van Frankrijk en werd hij met zijn ploeg tweede in de ploegentijdrit in de Eneco Tour. Aan het einde van dat jaar nam hij voor het eerst in zijn carrière deel aan het wereldkampioenschap. Zij landgenoot Philippe Gilbert pakte de wereldtitel, zelf reed Devenyns de wedstrijd niet uit.
In 2013 werd Devenyns onder meer vijfde in de Ronde van Oostenrijk en tweede in de proloog van de Ronde van de Ain. Zijn laatste wedstrijd voor de ploeg was de Ronde van Lombardije, die hij niet uitreed.

### 2014-2016: Giant-Shimano en IAM Cycling
Na vijf seizoenen verruilde Devenyns de Belgische ploeg voor Team Giant-Shimano. Zijn debuut voor de ploeg maakte hij in de door Kenneth Vanbilsen gewonnen GP La Marseillaise, die Devenyns zelf niet uitreed. Hij maakte indruk in de Omloop Het Nieuwsblad en de Ronde van Vlaanderen, waar hij respectievelijk achtste en veertiende werd. In de Ronde van Frankrijk stapte hij na een val af in de veertiende etappe.
Na één seizoen in Nederlandse dienst vertrok hij naar IAM Cycling. Het seizoen 2015 begon Devenyns in de Ronde van Qatar, waar hij in de vijfde etappe afstapte. Vervolgens werd hij dertiende in de Ronde van Oman. Namens de Zwitserse formatie reed hij in zijn eerste seizoen geen Grote Ronde, wel maakte hij zijn opwachting in de World Tour-etappekoersen Parijs-Nice, de Ronde van Zwitserland en de Eneco Tour. Het seizoen 2016 begon goed voor Devenyns: in zijn eerste koers, de GP La Marseillaise, mocht hij het zegegebaar maken. In de Ronde van België won hij de tweede etappe, met aankomst in Herzele, waardoor hij de leiderstrui overnam van Wout van Aert. Nadat de derde etappe vanwege een valpartij werd afgelast en de vierde en laatste etappe in een massasprint eindigde, werd Devenyns ook eindwinnaar. In de Ronde van Wallonië won Devenyns de laatste etappe door in de finale te reageren op een aanval van Florian Sénéchal en vervolgens niet meer ingehaald te worden. Door deze overwinning nam hij de eerste plek in het klassement over van Gianni Meersman en mocht hij zich dus eindwinnaar noemen.

### 2017-2023: Terug bij Quick-Step
Na één jaar bij Giant-Shimano en twee jaar bij IAM Cycling te hebben gereden, keerde Devenyns terug naar Quick-Step. Op het Gala van de Flandrien 2019 werd hij verkozen tot 'ploegmaat van het jaar', nadat hij veel lof kreeg door een uitstekende Tour te rijden, in dienst van ploegmaat Julian Alaphilippe. Op 2 februari 2020 won hij de Cadel Evans Great Ocean Road Race in het Australische Geelong. Het bleek de laatste overwinning in zijn loopbaan: na het seizoen 2023 stopt Devenyns met wielrennen. Afscheid van de wielersport nam hij echter niet, aangezien hij in 2024 ploegleider werd bij de ploeg waar hij voor reed. Onder zijn leiding won Tim Merlier in maart van dat jaar Nokere Koerse.

## Belangrijkste overwinningen
2005
 Belgisch kampioen op de weg, Beloften
2006
2e etappe Tweedaagse van de Gaverstreek
4e en 5e etappe Ronde van Bretagne
Eindklassement Ronde van Bretagne
3e etappe Triptyque Ardennais
Proloog Ronde van de Pyreneeën
 Belgisch kampioen tijdrijden, Elite z/c
2009
5e etappe Ronde van Oostenrijk
2016
GP La Marseillaise
2e etappe Ronde van België
Eindklassement Ronde van België
5e etappe Ronde van Wallonië
Eindklassement Ronde van Wallonië
2020
Cadel Evans Great Ocean Road Race

## Resultaten in voornaamste wedstrijden
| Jaar | Ronde van Italië | Ronde van Frankrijk | Ronde van Spanje |
| ---- | ---------------- | ------------------- | ---------------- |
| 2007 |                  |                     |                  |
| 2008 | 117e             |                     |                  |
| 2009 | 94e              |                     |                  |
| 2010 |                  | 142e                |                  |
| 2011 |                  | 44e                 |                  |
| 2012 |                  | 68e                 |                  |
| 2013 |                  |                     |                  |
| 2014 |                  | opgave              |                  |
| 2015 |                  |                     |                  |
| 2016 |                  |                     | 101e             |
| 2017 | 89e              |                     |                  |
| 2018 |                  |                     | 94e              |
| 2019 |                  | 97e                 |                  |
| 2020 |                  | 90e                 |                  |
| 2021 |                  | 135e                |                  |
| 2022 |                  |                     | 100e             |
| 2023 |                  | 119e                |                  |

| Jaar | Milaan-San Remo | Gent-Wevelgem | Ronde van Vlaanderen | Amstel Gold Race | Luik-Bast.‑Luik | Ronde van Lombardije | Waalse Pijl | Brabantse Pijl | Clásica San Sebastián |  | WK op de weg |  | Wereldranglijsten |
| ---- | --------------- | ------------- | -------------------- | ---------------- | --------------- | -------------------- | ----------- | -------------- | --------------------- |  | ------------ |  | ----------------- |
| 2007 |                 |               |                      |                  |                 |                      |             |                | 34e                   |  |              |  | 209e (UPT)        |
| 2008 |                 |               |                      |                  |                 |                      |             | 42e            |                       |  |              |  |                   |
| 2009 |                 |               |                      | 71e              | 85e             | 17e                  | 16e         | 60e            | 14e                   |  |              |  |                   |
| 2010 | 75e             |               |                      | opgave           | opgave          | 13e                  | 67e         |                | 27e                   |  |              |  | 134e (UWK)        |
| 2011 |                 | 34e           | 52e                  | 52e              | 46e             | opgave               | 62e         | 6e             | 5e                    |  |              |  | 84e (UWT)         |
| 2012 |                 | 61e           | 46e                  | 14e              | 28e             | opgave               | 36e         | 8e             |                       |  | opgave       |  | 189e (UWT)        |
| 2013 |                 |               |                      |                  |                 | opgave               |             |                | 21e                   |  |              |  |                   |
| 2014 | 86e             | 53e           | 14e                  | 105e             |                 | opgave               |             | 11e            |                       |  |              |  |                   |
| 2015 |                 |               | 21e                  | opgave           |                 |                      |             | 10e            | 71e                   |  |              |  |                   |
| 2016 |                 |               | opgave               |                  |                 |                      | 29e         | 47e            | 10e                   |  |              |  | 157e (UWT)        |
| 2017 |                 |               |                      | 36e              | 142e            | opgave               | 101e        | 7e             |                       |  |              |  | 193e (UWT)        |
| 2018 |                 |               |                      |                  |                 |                      |             |                |                       |  |              |  | 78e (UWT)         |
| 2019 |                 |               |                      | 34e              | opgave          |                      | 50e         | 42e            | 26e                   |  |              |  | 482e (UWR)        |
| 2020 |                 |               | 57e                  |                  | 74e             | opgave               | 36e         | 10e            |                       |  |              |  |                   |
| 2021 |                 |               |                      |                  | opgave          | opgave               | 80e         |                | 33e                   |  |              |  |                   |
| 2022 |                 |               |                      |                  |                 | opgave               |             | opgave         |                       |  |              |  |                   |
| 2023 | 123e            |               |                      | opgave           |                 |                      | 102e        | 44e            |                       |  |              |  |                   |

### Resultaten in kleinere rondes
| Jaar | Tour Down Under | Ronde van de Algarve | Ronde van Catalonië | Parijs-Nice | Ronde van het Baskenland | Ronde van Romandië | Ronde van België | Ronde van Zwitserland | Ronde van Oostenrijk | Ronde van Wallonië | Ronde van Polen | BinckBank Tour |
| ---- | --------------- | -------------------- | ------------------- | ----------- | ------------------------ | ------------------ | ---------------- | --------------------- | -------------------- | ------------------ | --------------- | -------------- |
| 2009 | 50e             | 21e                  |                     |             | 16e                      |                    |                  |                       | 13e(1)               | 7e                 |                 |                |
| 2010 |                 |                      |                     | 9e          |                          | 12e                | opgave           |                       |                      |                    | 15e             |                |
| 2011 |                 |                      |                     |             |                          |                    |                  | 33e                   |                      |                    |                 | 8e             |
| 2012 |                 | 30e                  |                     | opgave      |                          |                    |                  |                       |                      |                    |                 | 22e            |
| 2013 |                 | 54e                  |                     |             | opgave                   |                    |                  |                       | 5e                   | 11e                |                 |                |
| 2014 |                 |                      |                     | 25e         |                          |                    | 20e              |                       |                      |                    |                 |                |
| 2015 |                 |                      |                     | opgave      |                          |                    | opgave           | 89e                   | opgave               | 47e                |                 | 40e            |
| 2016 |                 | 45e                  |                     | 40e         |                          |                    | ↑ (1)            | opgave                |                      | ↑ (1)              |                 | 31e            |
| 2017 | 27e             | 48e                  |                     |             | 97e                      |                    |                  |                       |                      |                    |                 | 53e            |
| 2018 | 5e              |                      |                     | opgave      |                          |                    |                  |                       |                      |                    | 29e             |                |
| 2019 | 10e             |                      |                     |             |                          |                    |                  | 36e                   |                      |                    |                 |                |
| 2020 | 12e             |                      |                     |             |                          |                    |                  |                       |                      |                    | 68e             |                |
| 2021 |                 |                      | 64e                 |             |                          | opgave             | 47e              |                       |                      |                    | opgave          |                |
| 2022 |                 |                      |                     |             |                          |                    |                  |                       |                      |                    |                 |                |
| 2023 |                 |                      |                     |             | opgave                   |                    |                  |                       |                      |                    |                 |                |

(*) tussen haakjes aantal individuele etappe-overwinningen

## Ploegen
- 2006 –  Davitamon-Lotto (stagiair vanaf 1 augustus)
- 2007 –  Predictor-Lotto
- 2008 –  Silence-Lotto
- 2009 –  Quick Step
- 2010 –  Quick Step
- 2011 –  Quick Step Cycling Team
- 2012 –  Omega Pharma-Quick Step
- 2013 –  Omega Pharma-Quick Step Cycling Team
- 2014 –  Team Giant-Shimano
- 2015 –  IAM Cycling
- 2016 –  IAM Cycling
- 2017 –  Quick-Step Floors
- 2018 –  Quick-Step Floors
- 2019 –  Deceuninck–Quick-Step
- 2020 –  Deceuninck–Quick-Step
- 2021 –  Deceuninck–Quick-Step
- 2022 –  Quick Step-Alpha Vinyl
- 2023 –  Soudal Quick-Step

Wielerploegen van Dries Devenyns
Aerts · Brandt · De Vocht · Dockx · Evans · Gates · Horner · Ingels · Jufré · Kaisen · Kuyckx · Leukemans · Mattan · McEwen · Mertens · Rodriguez · Roesems · Sanderson · Steegmans · Steels · van Bon · Van Hecke · Van Huffel · Van Petegem · Vansevenant · Vansummeren · Vogels · Devenyns (stagiair) · Schets (stagiair) · Van Braeckel (stagiair)
Aerts · Brandt · Cioni · Cornu · Devenyns · De Vocht · Dockx · Evans · Gates · Horner · Hoste · Ingels · Jufré · Kaisen · Leukemans · Lloyd · McEwen · Mertens · Rodriguez · Roesems · Sentjens · Steels · Steurs · Van Avermaet · Van Hecke · Van den Broeck · Van Huffel · Vansevenant · Vansummeren · Zanini
Aerts · Bileka · Brandt · Cioni · Cornu · De Greef · Devenyns · De Vocht · D'Hollander · Dockx · Evans · Gardeyn · Gates · Hoste · Jacobs · Kaisen · Lloyd · McEwen · Popovytsj · Roelandts · Roesems · Sentjens · Steurs · Tjallingii · Van Avermaet · Van den Broeck · Van Huffel · Vansevenant · Vansummeren
Barredo · Boonen · Cataldo · Chavanel · Cornu · Davis · de Jongh · De Weert · Devenyns · Devolder · Engels · Facci · Hovelijnck · Hulsmans · Koenitski · Kvist · Malacarne · Pineau · Reda · Rosseler · Samojlaw · Schwab · Seeldraeyers · Tosatto · Van De Walle · Van Impe · Velo · Weylandt · Wynants · Robert (stagiair)
Barredo · Boonen · Cataldo · Chavanel · De Weert · Devenyns · Devolder · Engels · Facci · Hovelijnck · Hulsmans · Keisse · Koenitski · Kvist · Maes · Malacarne · Pineau · Reda · Samojlaw · Seeldraeyers · Stauff · Tosatto · Van De Walle · Van Impe · Velo · Weylandt · Wynants · Robert (stagiair) · Van Keirsbulck (stagiair)
Bandiera · Boonen · Cappelle · Cataldo · Chavanel · Chicchi · Ciolek · De Weert · Devenyns · Engels · Keisse · de Maar · Maes · Malacarne · Pineau · Reda · Robert · Seeldraeyers · Stauff · Steegmans · Štybar · Terpstra · Tratnik · Vandewalle · Van Impe · Van Keirsbulck · Vermote · Trentin (stagiair)
Bandiera · Boonen · Brammeier · Cataldo · Chavanel · Chicchi · Ciolek · De Weert · Devenyns · Fenn · Gołaś · Grabsch · Keisse · Kwiatkowski · Leipheimer · Maes · Martin     · Pauwels · Pineau · Raboň · Steegmans · Štybar · Terpstra · Trentin · Vandenbergh · Vandewalle · Van Keirsbulck · P. Velits · M. Velits · Vermote · Hoorne (stagiair) · Sénéchal (stagiair)
Ahlstrand · Arndt · Barguil · Bulgaç · Craddock · Curvers · Damuseau · De Backer · De Kort · Degenkolb · Devenyns · Dumoulin · Fröhlinger · Geschke · Haga · Hupond · Janse van Rensburg · Ji · Kittel · Loh · T. Ludvigsson · Mezgec · Olivier · Peterson · Preidler · Sinkeldam · Sprick · Stamsnijder · Timmer · Veelers · Lammertink (stagiair) · F. Ludvigsson (stagiair) 
Aregger · Brändle · Chavanel · Chevrier · Clement · Coppel · Degand · Denifl · Devenyns · Elmiger · Enger · Frank · Fumeaux · Haussler · Hollenstein · Kluge · Lang · Pantano · Pellaud · Pelucchi · Pineau · Reichenbach · Reynés · Saramotins · Schelling · Tanner · Vangenechten · Warbasse · Wyss
Aregger · Brändle · Chevrier · Clement · Coppel · Denifl · Devenyns · Elmiger · Enger · Frank · Fumeaux · Haussler · Hollenstein · Howard · Kluge · Laengen · Lang · Naesen · Pantano · Pellaud · Pelucchi · Reynés · Saramotins · Tanner · Vangenechten · Warbasse · Wyss · Zaugg
Alaphilippe · Bauer · Boonen (tot 09/04) · Brambilla · Capecchi · Cavagna · de la Cruz · De Plus · Declercq · Devenyns · Gaviria · Gilbert · Jungels · Keisse · Kittel · Lampaert · Martin · Martinelli · Mas · Richeze · Sabatini · Schachmann · Serry · Štybar · Terpstra · Trentin · Vakoč · Velits · Vermote · Hodeg (stagiair) · Kasperkiewicz (stagiair)
Alaphilippe · Asgreen · Capecchi · Cavagna · De Plus · Declercq · Devenyns · Gaviria · Gilbert · Hodeg · Jakobsen · Jungels · Keisse · Knox · Lampaert · Martinelli · Mas · Mørkøv · Narváez · Richeze · Sabatini · Schachmann  · Sénéchal · Serry · Štybar · Terpstra · Vakoč · Viviani
Alaphilippe · Asgreen · Capecchi · Cavagna · Declercq · Devenyns · Evenepoel   · Gilbert · Hodeg · Honoré · Jakobsen · Jungels · Keisse · Knox · Lampaert · Martinelli · Mas · Mørkøv · Richeze · Sabatini · Sénéchal · Serry · Štybar · Vakoč · Viviani 
Alaphilippe  · Almeida · Archbold · Asgreen · Bagioli · Ballerini · Bennett · Cattaneo · Cavagna · Declercq · Devenyns · Evenepoel   · Garrison · Hodeg · Honoré · Jakobsen · Jungels · Keisse · Knox · Lampaert · Masnada · Mørkøv · Sénéchal · Serry · Steels · Steimle · Štybar · Van Lerberghe · Quinn (stagiair) · Vansevenant (stagiair)
Alaphilippe  · Almeida · Archbold · Asgreen · Bagioli · Ballerini · Bennett · Cattaneo · Cavagna · Cavendish · Černý · Declercq · Devenyns · Evenepoel · Garrison · Hodeg · Honoré · Jakobsen · Keisse · Knox · Lampaert · Masnada · Mørkøv · Sénéchal · Serry · Steels · Steimle · Štybar · Van Lerberghe · Vansevenant · Osborne (stagiair) · Van Tricht (stagiair)
Alaphilippe  · Asgreen · Bagioli · Ballerini · Cattaneo · Cavagna · Cavendish · Černý · Declercq · Devenyns · Evenepoel  · Honoré · Jakobsen  · Keisse · Knox · Lampaert · Masnada · Mørkøv · Schmid · Sénéchal · Serry · Steels · Steimle · Štybar · Svrček (vanaf 1/7) · Van Lerberghe · Van Tricht · Van Wilder · Vansevenant · Vernon · Vervaeke · Raccani (stagiair)
Alaphilippe · Asgreen · Bagioli · Ballerini · Cattaneo · Cavagna · Černý · Declercq · Devenyns · Evenepoel    · Hirt · Jakobsen  · Knox · Lampaert · Masnada · Merlier · Mørkøv · Pedersen · Schmid · Sénéchal · Serry · Steimle · Svrček · Van Lerberghe · Van Tricht · Van Wilder · Vansevenant · Vernon · Vervaeke